# Kanał Mioduński
Kanał Mioduński (niem. Immenhagener Kanal) – kanał mazurski łączący jezioro Kotek i jeziorem Szymon. Przechodzi przez niego droga z Rucianego-Nidy, Pisza i Mikołajek do Węgorzewa (przez Giżycko).

## Historia kanału
Kanał został wykopany w latrach 1764–1765, jednak w 1789 roku wraz z okolicznymi kanałami przestał on funkcjonować. Podczas wojen napoleońskich został całkowicie zniszczony. Kanał odbudowano w czasie robót publicznych realizowanych w latach 1854–1857.
Kanał ma 1920 metrów długości, 12 metrów szerokości i średnio 1,5 metra głębokości. Jego brzegi zostały wybetonowane podczas jedynego od II wojny światowej remontu w latach 50. Na obu brzegach biegnie (zmodernizowana w 2022 r) ścieżka do burłaczenia.
Zgodnie z Rozporządzeniem Rady Ministrów z 2002 r. ws. klasyfikacji śródlądowych dróg wodnych, kanał ma klasę żeglowną Ia. Na Mapie Podziału Hydrograficznego Polski kanał jest nienazwanym odcinkiem Pisy o identyfikatorze cieku 80937. W jej ramach jest częścią odcinka o nazwie Kanał Mioduński od jez. Szymon do jez. Tałtowisko i identyfikatorze MPHP10 264177. W planie gospodarowania wodami na obszarze dorzecza Wisły z 2011 został włączony do naturalnej jednolitej części wód PLRW200025264199 (Pisa od wypływu z jez. Kisajno do wypływu z jez. Tałty (EW. + z jez. Niegocin, Ryńskie)). Na nim zlokalizowany jest reprezentatywny dla tej jednolitej części wód punkt pomiarowo kontrolny. Znajduje się na obszarze chronionego krajobrazu Krainy Wielkich Jezior Mazurskich.

## Przebudowa kanału
W listopadzie 2018 roku Urząd Marszałkowski Województwa Warmińsko-Mazurskiego oraz Państwowe Gospodarstwo Wodne Wody Polskie rozpoczęły procesy modernizacji dróg wodnych na Mazurach, w ramach których kanał został przebudowany, a jego brzegi umocnione betonowymi opaskami. Remont kanału zakończył się w 2022 roku. Koszt przebudowy kanału Tałckiego, Mioduńskiego i Grunwaldzkiego oszacowano na ok. 65 mln PLN.

## Okolice
Nad kanałem około 400 metrów od wejścia ze strony jeziora Kotek przechodzi most (szosa ze wsi Zielony Lasek do wsi Mioduńskie położonej na północ od kanału). W okolicach wejścia do kanału na jeziorze Szymon, znajduje się jedyna na Mazurach pływająca restauracja – Smażalnia Wędkarska.
Kanał bywa często odwiedzany przez wędkarzy, którzy w jego wodach łapią leszcze, okonie, sandacze, szczupaki i węgorze. W przeszłości na kanale Mioduńskim oraz sąsiadującym z nim kanałem Szymońskim odbywały się Grand Prix Polski i klubowe mistrzostwa Polski w wędkarstwie.

## Stan ekologiczny
Mimo bycia kanałem, w systemie gospodarki wodnej jest fragmentem jednolitej części wód o typie 25, czyli ciek łączący jeziora. Jest na nim wyznaczony punkt pomiarowo kontrolny reprezentatywny dla tej części wód i stosowane są kryteria stanu ekologicznego wód naturalnych. W 2016 stan fitobentosu i makrofitów był bardzo dobry, a bezkręgowców bentosowych był umiarkowany. Większość elementów fizykochemicznych sklasyfikowano wówczas w klasie pierwszej lub drugiej, z wyjątkiem niektórych wskaźników wskazujących na warunki tlenowe. W związku z tym stan ekologiczny wówczas sklasyfikowano jako umiarkowany. Stan chemiczny wód sklasyfikowano wówczas jako dobry. W 2019 stan fitobentosu był dobry, zoobentosu słaby, a ichtiofauny umiarkowany, więc stan ekologiczny sklasyfikowano jako słaby. Stan elementów fizykochemicznych był podobny jako poprzednio. Elementy hydromorfologiczne uzyskały klasę piątą.